# Лахути, Абулькасим Ахмедзаде

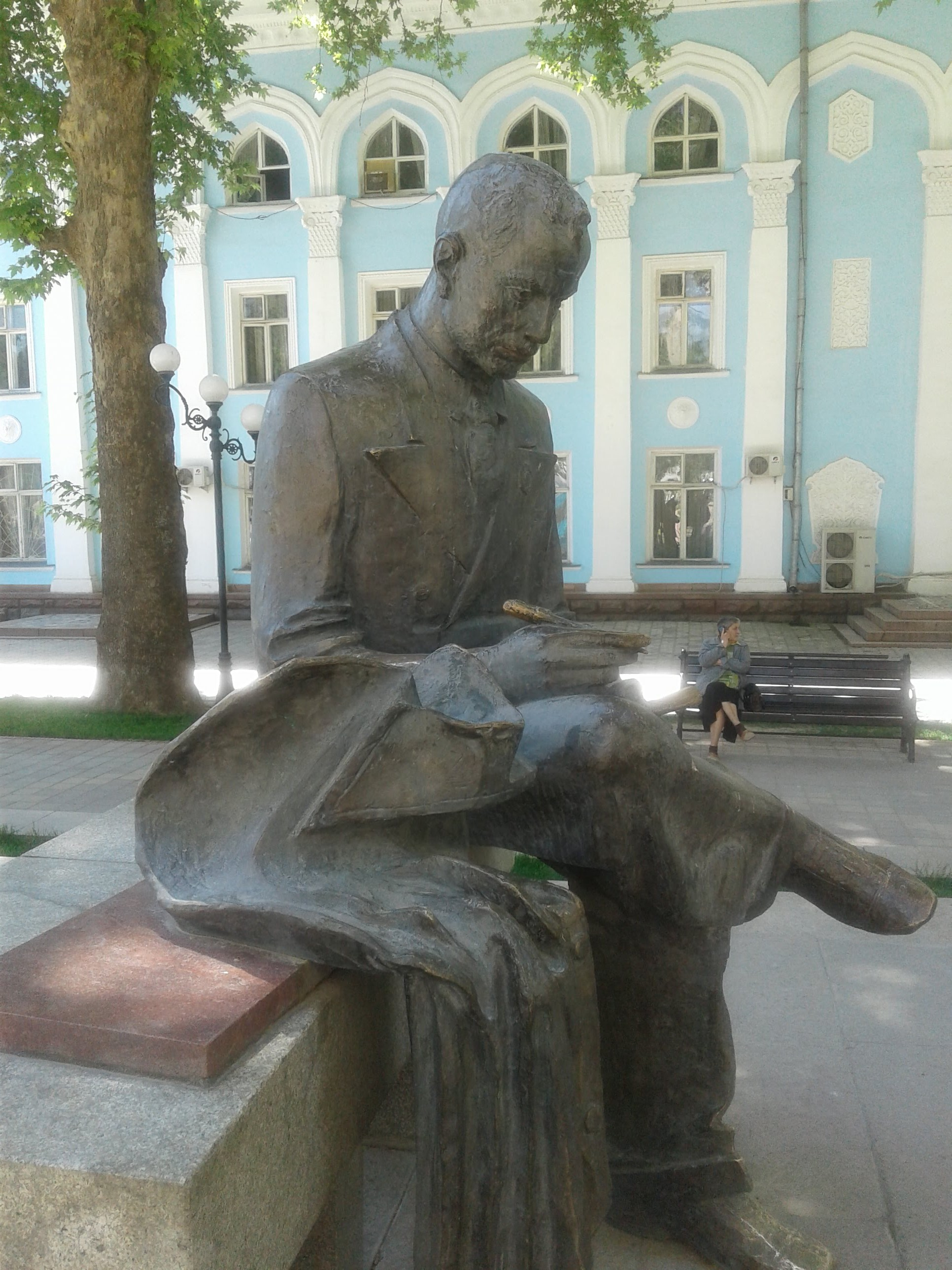
Памятник А. Лахути в Душанбе

Абулькаси́м Ахмедзаде́ Лахути́ (перс. ابوالقاسم لاهوتی‎, тадж. Абулқосим Лоҳутӣ, 12 октября 1887, Керманшах, Иран — 16 марта 1957, Москва) — таджикский советский поэт и иранский политический деятель, классик современной таджикской литературы.
Автор слов Гимна Таджикской ССР.

## Семья
Родоначальник большой семьи современной российской интеллигенции. Родился в Керманшахе в семье башмачника. Был учеником кузнеца, слугой, башмачником — работал с отцом. Лахути начинает сочинять под влиянием отца-поэта, прозванного крестьянами «Хаким Ильхам» (философ Ильхами). Своими первыми стихами Лахути участвует в религиозно-шиитских мистериях и благодаря им становится популярным.
Отец ираниста Лейлы Лахути, филолога, логика, философа и переводчика Делира Лахути и писателя, журналиста и литературоведа Гива Лахути. Дед реставратора и переводчика Майи Лахути и композитора Феликса Лахути.

## Биография
Его первая поэма была напечатана, когда поэту было 18 лет, в Калькутте в газете «Habl al-Mateen».
Со временем Лахути занялся политикой, участвовал в Конституционной революции, даже получил серебряную медаль от Саттар-хана. Поначалу он стал изучать исламское богословие, но потом уехал в Болгарию, где писал поэтические произведения на мусульманскую тематику. Вернувшись в Иран, служил в армии, достигнув звания капитана.
После вынесения ему смертного приговора судом в Куме, Лахути убегает в Турцию, но вскоре возвращается и вступает в повстанческую армию шейха Мухаммеда Хиябани в Тебризе. Повстанцы потерпели поражение, поэт был объявлен вне закона, но сумел бежать в Баку.
Живя в Нахичевани, Лахути увлекается коммунистическими идеями. Женившись на российской поэтессе Цецилии Бану (урождённая Бакалейщик) и почувствовав невозможность совершения государственного переворота против иранских властей, в 1922 году эмигрировав в Советский Союз, он остался там до конца жизни. Являлся одним из руководителей Союза советских писателей. В течение довольно продолжительного времени жил в знаменитом Доме на набережной.
В 1925 году отправился в Душанбе и присоединился к друзьям Садриддина Айни. Его поэзия была принята публикой и принесла ему звание основателя советской таджикской поэзии.
Член КПСС с 1924. Член ЦИК Таджикской ССР с 1926 г. Похоронен в Москве, на Новодевичьем кладбище (участок № 5).

## Память
- Именем Лахути назван Таджикский академический драматический театр в Душанбе, близ которого ему поставлен памятник и бюст Лахути.
- Его именем были названы школа в Регарском районе Таджикской ССР, в которой учился Турсунали Матказимов, и колхоз, в котором трудилась Мамлакат Нахангова.
- Улица Лахути есть в Душанбе, в Самарканде, и Андижане, ранее такие улицы были в Мирабадском районе Ташкента (ныне это часть Шахрисабзской улицы) и в Душанбе (ныне это часть проспекта Рудаки; отлична от современной улицы Лахути).

## Награды
- Орден Ленина (27.01.1936)
- Орден «Знак Почёта» (23.04.1941)[7]
- Орден Трудового Красного Знамени Таджикской ССР (1931)